# Monachus
Monachus è un genere di pinnipedi della famiglia Phocidae che comprende tre specie (due viventi ed una estinta) comunemente note come foche monache. L'unità del genere è stata messa in discussione da diversi studiosi, che l'hanno diviso nei due generi affini Monachus e Neomonachus.

## Tassonomia
Esistono tre specie di foca monaca:

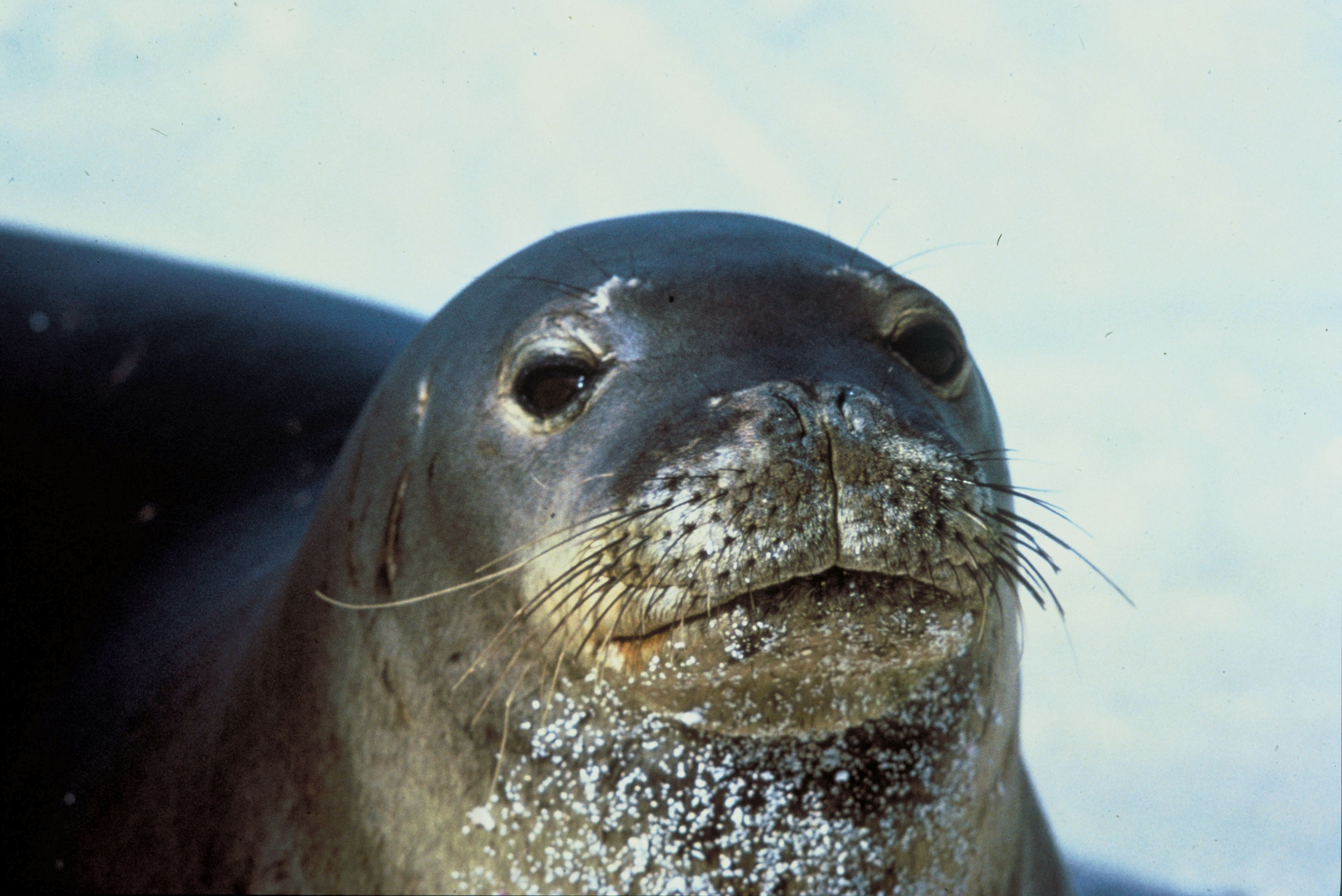
Neomonachus schauinslandi, la foca monaca delle Hawaii

- Monachus monachus - foca monaca mediterranea
- Neomonachus schauinslandi - foca monaca delle Hawaii
- Neomonachus tropicalis - foca monaca  dei Caraibi †;

## Distribuzione
Judith King, un'autorità in materia di foche, ha affermato che le foche monache si sono diffuse dalla costa occidentale dell'Africa per mezzo della corrente equatoriale del nord che attraversa il Mar dei Caraibi. Essa inoltre rileva che non è da escludere che le foche abbiano attraversato l'Istmo di Panama molto tempo prima che fosse costruito il Canale. Alcune foche, come la foca comune risalgono i fiumi, ed altre hanno proceduto per via terrestre (la foca dei granchi o lobodonte). La foca monaca potrebbe aver raggiunto il Pacifico in questo modo.
Tutte le specie hanno gravemente risentito della caccia che è stata loro data.
La foca monaca dei Caraibi, un tempo comune nei Caraibi e nel golfo del Messico, è stata vista l'ultima volta nel 1952, nonostante varie ricerche successive anche con sorvoli aerei ed è stata dichiarata estinta.
La foca monaca del Mediterraneo, un tempo comune nel Mediterraneo e nel Mar Nero, oggi esiste solo in alcune zone, in particolare nel Mar Egeo. All'infuori del Mediterraneo, la si trova lungo la costa dell'Africa occidentale e verso sud fino a Capo Blanc nella Mauritania. Una piccola colonia si trova pure sulle isole Desertas.
La popolazione mondiale totale è stimata tra 600 e 700 unità, in lieve aumento.
La foca monaca delle Hawaii, distribuita in quasi tutto l'arcipelago omonimo, era un tempo assai abbondante, ma oggi se ne contano solo circa 1200 unità, in lento declino.

## Biologia
Sebbene le foche monache abbiano percorso un tempo notevoli distanze, esse conducono oggi una vita sedentaria. Trascorrono la maggior parte del tempo in acque poco profonde, e vengono a riva solo durante il giorno per distendersi al sole.

### Alimentazione
Il cibo delle foche monache non è stato oggetto di uno studio dettagliato, ma si sa che nel Mar Nero mangiano pesci come lo scombro, la passera di mare ed il flounder, specialmente quest'ultimo. Le foche monache dei Caraibi e delle Hawaii cacciano intorno ai banchi di corallo. La foca monaca delle Hawaii, è risaputo, va a caccia di polpi, gronghi e murene, nonché di pesci-palla, triglie, e varie altre sogliole di scoglio.

### Riproduzione
Le abitudini di riproduzione delle foche monache delle Hawaii sono state studiate. La prole nasce in settembre ed ottobre. Si ritiene che questa specie si accoppi solo ad anni alterni. Le femmine si raggruppano sulle spiagge per partorire, ma come per le foche grigie e gli elefanti marini non esiste alcun harem. Le piccole foche appena nate si presentano con un manto nero e dopo quattro giorni nuotano, riposandosi di tanto in tanto sul dorso della madre.
Al momento del parto le madri sono molto grasse, ma ben presto diminuiscono di peso, perché mentre stanno con la prole non si nutrono. Ogni volta che la piccola foca aumenta di 1 kg, la madre ne perde due. Nei primi quindici giorni le giovani foche raddoppiano il loro peso ed a cinque settimane lo hanno quadruplicato fino a muoversi a stento. Quando le madri le abbandonano, le scorte di grasso accumulate permettono loro di sopravvivere e d'apprendere a procurarsi il cibo da sole.